# Dino Merlin
Edin Dervišhalidović (Sarajevo, 12. rujna 1962.), poznatiji kao Dino Merlin, bosanskohercegovački je tekstopisac i pjevač etno popa, zabavne glazbe i pop-rocka. Bio je osnivač i vođa grupe Merlin, koja je s vremenom postala jedan od najpopularnijih rock bendova jugoistočne Europe.
Tijekom svoje karijere producirao je više albuma koji su osvojili top liste, održao je nekoliko rekordnih turneja, osvojio brojne nagrade. Autor je prve državne himne Bosne i Hercegovine, "Jedna si jedina".

## Životopis
Edin Dervišhalidović rođen je 12. rujna 1962. u Sarajevu, gdje provodi djetinjstvo i gdje se školuje. 1983. Dino osniva glazbenu grupu "Merlin" za koju piše tekstove i glazbu, i gdje pjeva, čime postaje jedan od najpoznatijih glazbenika na području bivše Jugoslavije.
Svoju solo karijeru Dervišhalidović započinje 1991. pod umjetničkim imenom "Dino Merlin". Sve češće upotrebljavao je instrumente orijentalne, etno muzike, usklađene s novim zvucima elektronske glazbe. Od 1991. do danas, snimio je nekoliko albuma, od kojih je nekoliko kompilacija i koncertnih.
Po izlasku albuma "Sredinom", Dino organizira koncert u Sarajevu na koji dolazi više od 80.000 posjetitelja. Sudjelovao je na dva nacionalna izbora za Pjesmu Eurovizije. 1999. godine predstavlja Bosnu i Hercegovinu na eurovizijskom finalu u Jeruzalemu, osvojivši šesto mjesto.
Interno je izabran za predstavnika Bosne i Hercegovine na Eurosongu koji se održao u Njemačkoj 2011. godine. Tada u drugoj polufinalnoj večeri 12. svibnja zauzeo 5. mjesto, a u završnici 14. svibnja 6. mjesto.

## Diskografija

### S grupom "Merlin"
- 1985. Kokuzna vremena
- 1986. Teško meni sa tobom, a još teže bez tebe
- 1987. Merlin
- 1989. Nešto lijepo treba da se desi
- 1990. Peta strana svijeta

### Samostalni albumi
- 1993. Moja bogda sna
- 1995.  Fotografija
- 2000. Sredinom
- 2004. Burek
- 2008. Ispočetka
- 2014. Hotel Nacional

### Live albumi
- 1999. "Live Vječna vatra"
- 2005. "Live Koševo 2004"

### Kompilacije
- 1995. "Balade"
- 1995. "Najljepše pjesme"
- 1996. "Rest of the best"

### Box-setovi
- 2003. "Merlin 5 CD Box"

### Obrađene pjesme
| Godina obrade | Obrađena pjesma              | Godina | Umjetnik                   | Pjesma                   |
| ------------- | ---------------------------- | ------ | -------------------------- | ------------------------ |
| 1989.         | Mjesečina                    | 1988.  | UB40                       | Where Did I Go Wrong     |
| 1993.         | Ostat će istine dvije        | 1984.  | Prince                     | When Doves Cry           |
| 1995.         | Paša moj solidni             | 1987.  | Luca Carboni               | Farfallina               |
| 1995.         | Ne daj me nikome             | 1994.  | Marius Müller-Westernhagen | Es Geht Mir Gut          |
| 1995.         | Jednom kad sve ovo bude juce | 1995.  | Michael Jackson            | They don't care about us |
| 2000.         | Godinama                     | 1989.  | Youssou N'Dour             | My Daughter              |
| 2000.         | Kad si rekla da me voliš     | 1997.  | Tonic                      | If You Could Only See    |

## Top ljestvice

### Singlovi
| Naslov                                     | Godina | Plasman | Album            |
| Naslov                                     | Godina | HR      | Album            |
| ------------------------------------------ | ------ | ------- | ---------------- |
| Kad zamirišu jorgovani (s Vesnom Zmijanac) | 1989.  |         | Singl            |
| Ja joj trijezan prijeći ne smijem          | 1991.  |         | Singl            |
| Putnici (s Béatrice)                       | 1999.  |         | Eurovision 1999. |
| Godinama (s Ivanom Banfić)                 | 2000.  | 1.      | Sredinom         |
| Kad si rekla da me voliš                   | 2000.  |         | Sredinom         |
| Burek                                      | 2004.  |         | Burek            |
| Supermen (s Željkom Joksimovićem)          | 2004.  |         | Burek            |
| Ako nastaviš ovako                         | 2004.  |         | Burek            |
| Ti si mene (s Ninom Badrić)                | 2004.  | 4.      | Burek            |
| Kao moja mati (s Zdravkom Čolićem)         | 2006.  |         | Singl            |
| Otkrit ću ti tajnu                         | 2007.  |         | Ispočetka        |
| Dabogda (s grupom Hari Mata Hari)          | 2008.  |         | Ispočetka        |
| Da šutiš                                   | 2008.  |         | Ispočetka        |
| Deset mlađa                                | 2008.  |         | Ispočetka        |
| Ispočetka                                  | 2008.  |         | Ispočetka        |
| Med (s Eminom Jahović)                     | 2008.  |         | Singl            |
| Nedostaješ                                 | 2009.  |         | Ispočetka        |
| Individualizam                             | 2011.  |         | Ispočetka        |
| Love in Rewind                             | 2011.  | 76.     | Eurovision 2011. |
| Ruža                                       | 2014.  |         | Hotel Nacional   |
| Školjka                                    | 2014.  |         | Hotel Nacional   |
| Sunce                                      | 2014.  |         | Hotel Nacional   |
| Sve do medalje                             | 2014.  |         | Hotel Nacional   |
| Rane                                       | 2015.  |         | Hotel Nacional   |
| Mi                                         | 2020.  | 7.      | Singl            |
| Dođi (s Senidom)                           | 2020.  | 22.     | Singl            |
| Jedan dan, jedna noć                       | 2021.  | 22.     | Singl            |
| Krive karte                                | 2022.  | 36.     | Singl            |
| Kako da ti kažem                           | 2022.  | 40.     | Singl            |
| Skoro će zima                              | 2023.  | 24.     | Singl            |
| Ne radujemo se (s Marko Louis)             | 2023.  |         | Singl            |
| Briga                                      | 2025.  | 7.      | Singl            |

## Vanjske poveznice
- Službena stranica
- Službena stranica
- Službena stranica - Burek  Arhivirana inačica izvorne stranice od 5. veljače 2009. (Wayback Machine)
- Sredinom, biografski dokumentarni film o Dini Merlinu, Al Jazeera Balkans, 19. 3. 2017.